# Edmund Francis Gibbons
Edmund Francis Gibbons (* 16. September 1868 in White Plains, Bundesstaat New York, USA; † 19. Juni 1964 in Albany) war Bischof von Albany.

## Leben
Edmund Francis Gibbons studierte an der Niagara University in Lewiston. Von 1887 bis 1893 studierte Gibbons Philosophie und Katholische Theologie am Päpstlichen Nordamerika-Kolleg in Rom. Er empfing am 27. Mai 1893 das Sakrament der Priesterweihe für das Bistum Buffalo.
Von 1893 bis 1896 war Edmund Francis Gibbons Privatsekretär von Bischof Stephen Michael Vincent Ryan CM. 1900 wurde er Superintendent für die katholischen Schulen im Bistum Buffalo. Von 1904 bis 1915 war Gibbons zudem Pfarrer der Pfarrei St. Vincent in Attica und von 1916 bis 1919 Pfarrer der Pfarrei St. Teresa in Buffalo.
Am 10. März 1919 ernannte ihn Papst Benedikt XV. zum Bischof von Albany. Der Apostolische Delegat in den Vereinigten Staaten, Erzbischof Giovanni Bonzano, spendete ihm am 25. März desselben Jahres die Bischofsweihe; Mitkonsekratoren waren der Bischof von Syracuse, John Grimes, und der Bischof von Trenton, Thomas Joseph Walsh.
Am 10. November 1954 trat Edmund Francis Gibbons als Bischof von Albany zurück. Daraufhin ernannte ihn Papst Pius XII. zum Titularbischof von Verbe. 